# سايك موتور
شركة سايك موتور المحدودة (بالإنجليزية: SAIC Motor Corp., Ltd.)‏ (سايك، المعروفة سابقًا بشركة شركة شانغهاي لصناعة السيارات (بالإنجليزية: Shanghai Automotive Industry Corporation)‏) هي شركة تصميم وتصنيع سيارات صينية مملوكة للدولة يقع مقرها في شنغهاي، مع عمليات متعددة الجنسيات. شركة فورتشن جلوبال 100 وواحدة من شركات «الأربعة الكبار» الصينية المملوكة للدولة (إلى جانب شانغان اوتومبيل ومجموعة فاو وشركة دونغفينج موتور)، كان للشركة أكبر حجم إنتاج لأي شركة صينية لصناعة السيارات في عام 2014 أكثر من 4.5 مليون مركبة. مزيج تصنيعها ليس عروض استهلاكية بالكامل، ومع ذلك، فإن ما يصل إلى مليون سيارة ركاب من سايك هي شاحنات تجارية.
تعود أصول شركة سايك إلى السنوات الأولى لصناعة السيارات الصينية في أربعينيات القرن الماضي، وكانت سايك واحدة من عدد قليل من شركات صناعة السيارات في الصين ماو ، مما جعل شنغهاي SH760. وتشارك الشركة حاليًا في أقدم مشروع صيني أجنبي على قيد الحياة لإنشاء مشروع مشترك ، مع فولكس فاجن، بالإضافة إلى ذلك، لديها مشروع مشترك و 40 ٪ من أسهم جنرال موتورز منذ عام 1998. تباع منتجات سايك تحت مجموعة متنوعة من الأسماء التجارية، بما في ذلك تلك الخاصة بشركائها في المشروع المشترك. هناك علامتان تجاريتان بارزتان مملوكتان لشركة سايك نفسها وهما إم جي، وهي علامة تجارية بريطانية تاريخية للسيارات، ورواي، واحدة من عدد قليل من العلامات التجارية الصينية الفاخرة للسيارات الفاخرة.

## روابط خارجية
- موقع سايك موتور
- المركز التقني SAIC Motor UK